# Chenmetneferhedjet
Chenmetneferhedjet war eine altägyptische Königin der 12. Dynastie (Mittleres Reich). Sie war wahrscheinlich eine Gemahlin von Amenemhet III. in dessen ersten Regierungsjahren.
Der Name der Chenmetneferhedjet ist nur von einem Ritualgefäß bekannt, das sich von ihrem Begräbnis in der Pyramide des Herrschers fand. Dieter Arnold, der die Ausgrabung durchführte, vermutete zunächst, dass sich auf dem Gefäß nicht der Name der Königin befindet, da Chnumneferhedjet auch ein Königinnentitel ist und er den Namen als Titel las. Neuere Untersuchungen gehen aber davon aus, dass es sich hier um den Namen einer Königin handelt. In der geplünderten Bestattung fand sich auch ein unbeschrifteter Sarkophag mit dem Skelett einer etwa 25 Jahre alten Frau, bei der es sich wahrscheinlich um Chenmetneferhedjet handelt.